# 林鹬
林鹬又名林鷸，为鹬科鹬属的鸟类。是一種小型涉禽。這是一種歐亞物種，是shanks（長腿鷸）中體型最小的，它們是一種中等大小、腿部較長的涉禽，主要棲息在淡水和濕地環境中，與其他類似物種的海洋或沿海棲地不同。
在中国大陆，分布于华北和香港等地。该物种的模式产地在瑞典。

## 分類學
鷹斑鷸最早由瑞典博物學家卡爾·林奈於1758年在他出版的《自然系統》第十版自然系統中正式描述，並賦予現行的雙名命名法名稱Tringa glareola。 林奈引用了他自己於1746年發表的《斯韋西卡動物群》（Fauna Svecica）。 他將模式產地指定為歐洲，但現在被限制在瑞典。 這個物種被認為是單型種，沒有公認的亞種。 屬名Tringa是烏利塞·阿爾德羅萬迪於1599年根據古希臘語trungas，給予鷹斑鷸的新拉丁語名稱，這是一種「畫眉鳥大小、臀部白色且會上下擺動尾巴」的涉水鳥，亞里士多德曾提到過。種名glareola來自拉丁語glarea，意為「礫石」。

## 描述
鷹斑鷸類似於前述的白腰草鷸（T. ochropus）或孤鷸（T. solitaria）的長腿、更纖細的形式，但它有較短、較細的喙，棕色的背部和較長的黃色腿。鷹斑鷸與白腰草鷸的區別在於牠的白色臀斑較小且對比不強，而孤鷸則完全沒有臀斑。 然而，鷹斑鷸與這兩個物種並無密切關係；牠的最近親是赤足鷸（T. totanus），牠與小青足鷸（T. stagnatilis）共享姊妹群關係。這三個物種是由腿部呈紅色或黃色的小型長腿鷸組成，繁殖羽毛呈現上部淡棕色（帶有一些較暗的斑點），胸部和頸部有一些較小且分散的棕色斑點。

## 分布與棲地
鷹斑鷸在副極地氣候地區的濕地繁殖，從西邊的蘇格蘭高地，一直到歐亞大陸和古北界。牠們會遷徙至非洲、南亞（尤其是印度）和澳大利亞。迷鳥曾被觀察到遠至太平洋的夏威夷群島。在密克羅尼西亞，牠是帛琉和馬里亞納群島的常客，有時會看到多達32隻鳥的群體；在瓜加林環礁、馬紹爾群島大約每十年會觀察到一次。鷹斑鷸也會在東亞的西太平洋地區及某些太平洋群島之間出現，時間大約在10月中旬至5月中旬之間。 在20世紀50年代，向西擴展的趨勢促使了一個小型常駐繁殖群體在蘇格蘭的建立。這個物種通常在遷徙和越冬期間出現在淡水棲地及其周邊。

## 行為與生態
成熟的鷹斑鷸會在8月至12月間換羽，更換所有的初級羽毛，而幼鳥則會在12月至4月間更換若干根外側初級羽毛，這個時期更接近牠們從非洲出發的時間。年輕鳥類在換羽和補充能量的時間安排上，比年長鳥類更具彈性。積累了約50%瘦體重的燃料負荷後，成鳥和未成熟鳥類可以一口氣飛行2397至4490公里的距離。

### 繁殖
鷹斑鷸主要在地面築巢，或會重新利用其他鳥類的廢棄巢穴，如田鶇（Turdus pilaris）。 牠們在3月至5月之間產下四枚淡綠色的蛋。這些蛋由兩性共同孵化，從最後一枚蛋開始計算。蛋會在22至23天後孵化。初期由雙親共同照料，但雌鳥通常會在幾天後離開。幼鳥能夠自行覓食。幼鳥大約在30天大時會長出飛羽。

### 食物與覓食
牠們通過用喙在淺水中或濕泥中探尋食物進行覓食，通常在湖岸或河岸等地區，主要食用水生昆蟲、甲殼類動物、節肢動物、各種蠕蟲和其他小型獵物。

## 保育狀況
鷹斑鷸是非歐亞遷移性水鳥協定（AEWA）適用的物種之一。由於全球總體種群穩定且健康，牠被IUCN列為無危物種。
- 攝於印度
- 非繁殖羽
- 卵, 威斯巴登博物馆
- 攝於印度
- 攝於印度清奈
- 攝於德國

## 外部連結
- 林鷸(Tringa glareola)鳴聲 （页面存档备份，存于）香港觀鳥會鳥鳴集